# Nhiệt kế

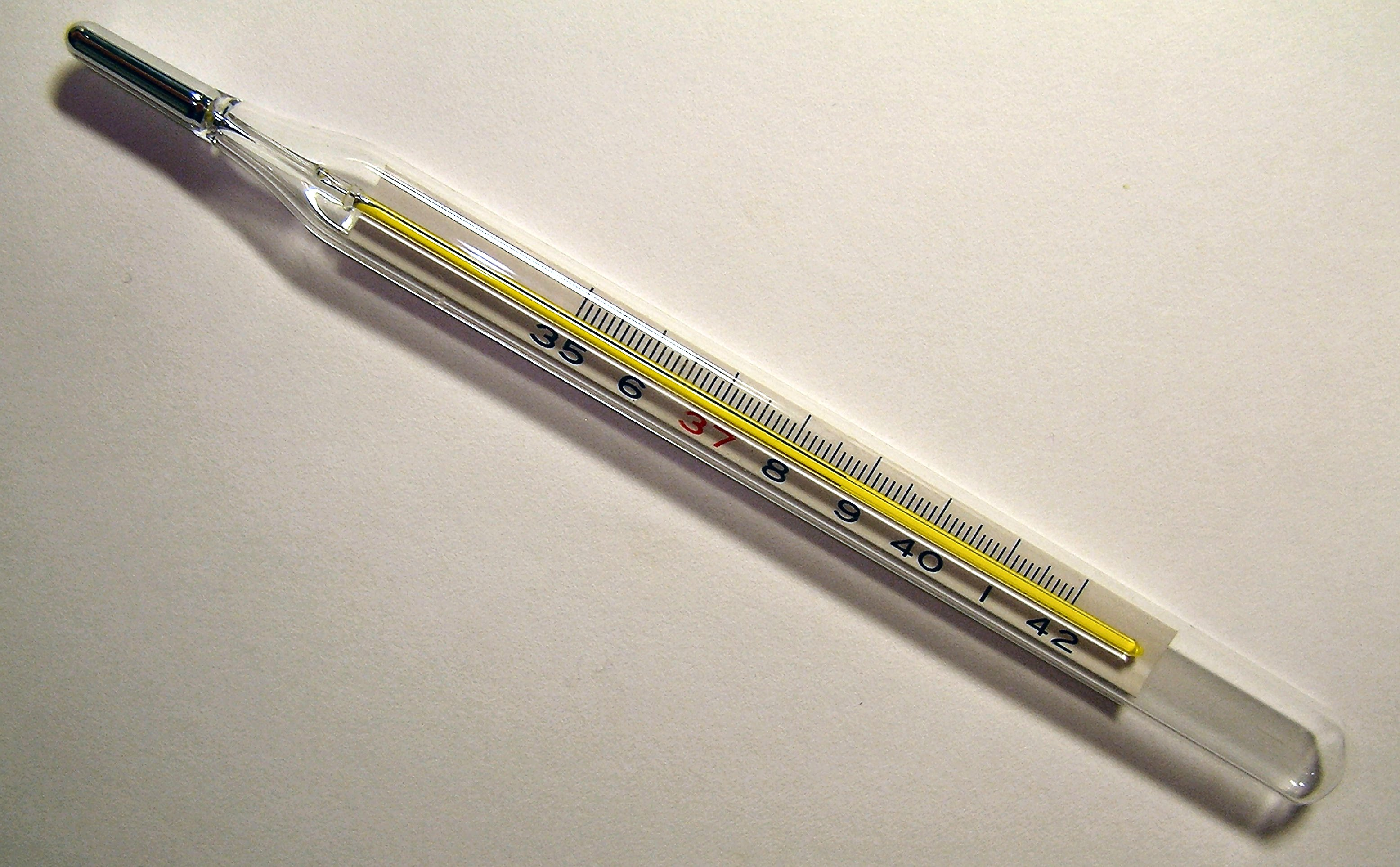
Một nhiệt kế thủy ngân thông dụng dùng trong y khoa

Nhiệt kế là thiết bị dùng để đo nhiệt độ. Hoạt động đơn giản là nóng nở ra, lạnh co vào, ví dụ như nước nóng sẽ nở ra sẽ bay hơi, lạnh thì co vào đóng thành băng.
Nhiệt kế điện tử, ví dụ như là 1 thanh kim loại mỏng, co giãn vì nhiệt khi có tín hiệu điện nó sẽ cho ra tần số, bước sóng khác nhau mà biết nhiệt độ.
Một nhiệt kế có hai thành phần quan trọng: phần cảm nhận nhiệt độ (Ví dụ: bầu đựng thủy ngân hoặc rượu trong nhiệt kế) và phần hiển thị kết quả (Ví dụ: thang chia vạch trên nhiệt kế).
Các loại nhiệt kế trong công nghiệp thường dùng thiết bị điện tử để biểu thị kết quả như máy vi tính.
Nhiệt kế điện tử thường dùng lắp ở một số bảng đồng hồ treo tường kiểu Lịch Vạn niên, trong các máy đo nhanh của y học,... thì dùng cảm biến bán dẫn, biến đổi tín hiệu tương tự sang số (ADC) và hiện số liệu.

## Lịch sử

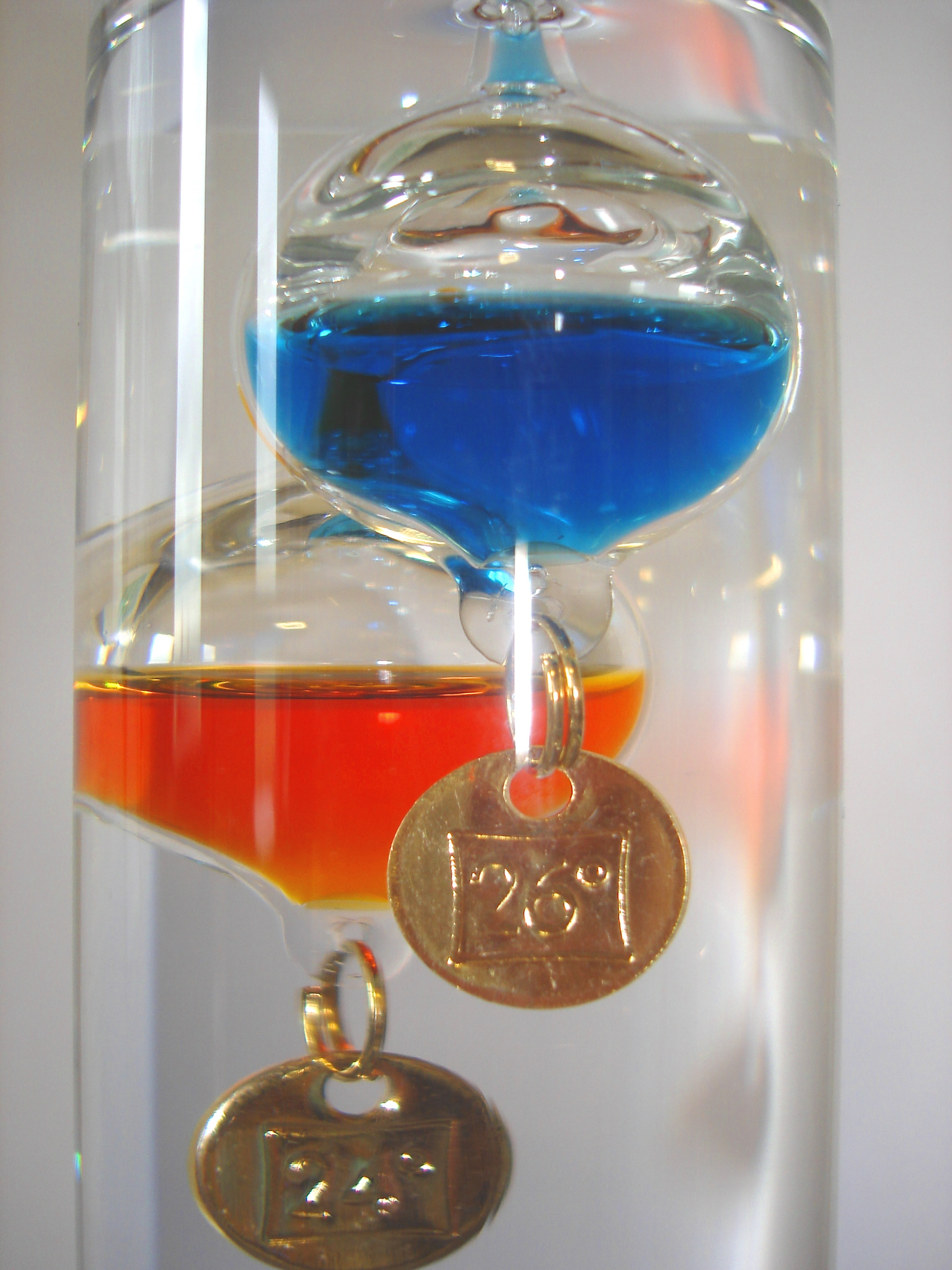
Nhiệt kế của Galileo

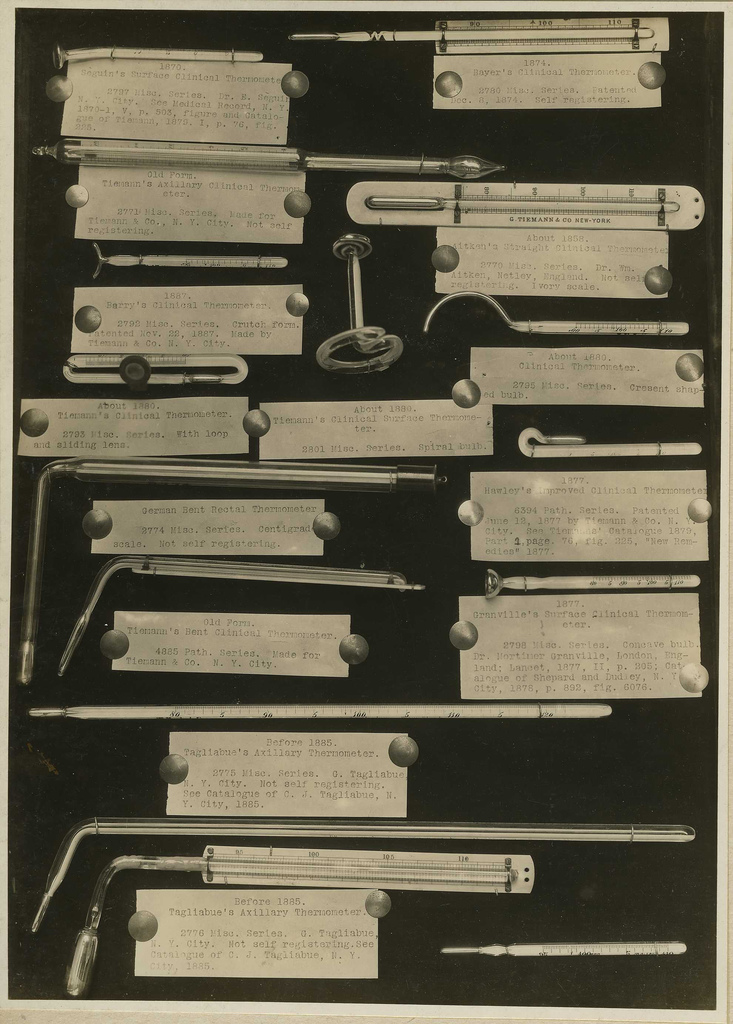
Các loại nhiệt kế khác nhau sản xuất vào thế kỷ XIX

Nhiều nhà phát minh đã ghi công vào việc sáng tạo ra nhiệt kế như Avicenna, Cornelius Drebbel, Robert Fludd, Galileo Galilei hay Santorio Santorio. Nhiệt kế không phải là kết quả của một phát minh duy nhất, mà nó phải trải qua quá trình phát triển.
Philo và Hero of Alexandria biết một nguyên tắc là đối với một số chất, đặc biệt là không khí, sẽ co và dãn khi thay đổi nhiệt độ . Cơ chế này sau đó được dùng để chỉ thị nhiệt độ không khí với một ống và mực nước bên trong được điều khiển bởi sự co và dãn của không khí. Các thiết bị này được phát triển bởi Avicenna vào thế kỷ XI , và nhiều nhà khoa học khác ở châu Âu vào thế kỷ XVI và thế kỷ XVII, đặc biệt là Galileo Galilei .
Một bản vẽ rõ ràng đầu tiên của nhiệt kế được xuất bản vào năm 1617 là của Giuseppe Biancani: trong bản vẽ này có thang đo và sau đó cấu tạo thành nhiệt kế bởi Robert Fludd vào năm 1638. Đây là một ống thẳng đứng với một bầu đặt ở phía trên và phía dưới nhúng vào nước. Mực nước bên trong ống được điều khiển bởi sự co giãn không khí, vì vậy chúng ta còn gọi nó là nhiệt kế không khí .
Người đầu tiên đặt thang đo vào nhiệt kế có thể là nhiều người khác nhau như Francesco Sagredo hay Santorio Santorio từ khoảng năm 1611 đến 1613.
Các dụng cụ trên mắc phải một nhược điểm là nó đồng thời cũng là một áp kế, nghĩa là nó nhạy cảm với sự thay đổi áp suất không khí. Vào khoảng năm 1654, Ferdinando II de' Medici, đại công tước của Tuscany đã chế tạo nhiệt kế theo kiểu hiện đại bằng cách hàn kín phần ống với bầu chứa chất lỏng, do đó không bị ảnh hưởng bởi áp suất không khí và chỉ phụ thuộc vào sự giãn nở của chất lỏng . Nhiều nhà khoa học khác đã thử nghiệm với những loại chất lỏng khác nhau và thiết kế ra nhiệt kế.
Tuy nhiên, mỗi nhà phát minh và mỗi loại nhiệt kế không tuân theo một chuẩn chung nào. Vào năm 1665, Christiaan Huygens đề nghị dùng điểm nóng chảy và điểm sôi của nước làm chuẩn, và vào năm 1694 Carlo Renaldini đưa ra đề nghị dùng nó như các điểm cố định trên tất cả các thang đo. Vào năm 1701, Isaac Newton đưa ra một thang đo có 12 độ giữa điểm nóng chảy của nước và nhiệt độ cơ thể. Cuối cùng vào năm 1724, Daniel Gabriel Fahrenheit tạo ra một thang nhiệt độ mà hiện nay (với một số thay đổi nhỏ) là thang Fahrenheit. Ông có thể làm như vậy vì ông sản xuất nhiệt kế dùng thủy ngân (có hệ số co giãn cao) đầu tiên và chất lượng của nhiệt kế có thể thể hiện thang chia nhỏ hơn và sản xuất dễ dàng hơn, dẫn đến việc sử dụng rộng rãi. Vào năm 1742, Anders Celsius đề nghị thang đo với 0 ở điểm nóng chảy của nước đá, và 100 ở điểm sôi của nước  và hiện nay gọi là thang Celsius với thang đo đặt ngược lại .
Vào năm 1866, ngài Thomas Clifford Allbutt phát minh ra nhiệt kế y tế có thể đưa ra nhiệt độ cơ thể chỉ sau 5 phút thay vì 20 phút như trước đó .

## Các loại nhiệt kế
- Nhiệt kế chất lỏng: hoạt động trên cơ sở dãn nhiệt của các chất. Các chất lỏng sử dụng ở đây phổ biến là thủy ngân, rượu màu, rượu etylic (C2H5OH), pentan (C5H12), benzen toluen (C6H5CH3)...
- Nhiệt kế điện: Dụng cụ đo nhiệt điện sử dụng các đặc tính điện hoặc từ phụ thuộc nhiệt độ như hiệu ứng nhiệt điện trong một mạch có hai hoặc nhiều kim loại, hoặc sự thay đổi điện trở của một kim loại theo nhiệt độ.
- Nhiệt kế điện trở: nhiệt kế đo nhiệt độ dựa trên hiệu ứng biến thiên điện trở của chất bán dẫn, bán kim hoặc kim loại khi nhiệt độ thay đổi; đặc tính loại này có độ chính xác cao, số chỉ ổn định, có thể tự ghi và truyền kết quả đi xa. Nhiệt kế điện trở bằng bạch kim đo được nhiệt độ từ 263 °C đến 1.064 °C; niken và sắt tới 300 °C; đồng 50 °C - 180 °C; bằng các chất bán dẫn để đo nhiệt độ thấp (0,1°K – 100°K). Để đo nhiệt độ thấp, người ta áp dụng loại nhiệt kế ngưng tụ, nhiệt kế khí, nhiệt kế từ.Nhiệt kế điện tử dùng trong y khoa

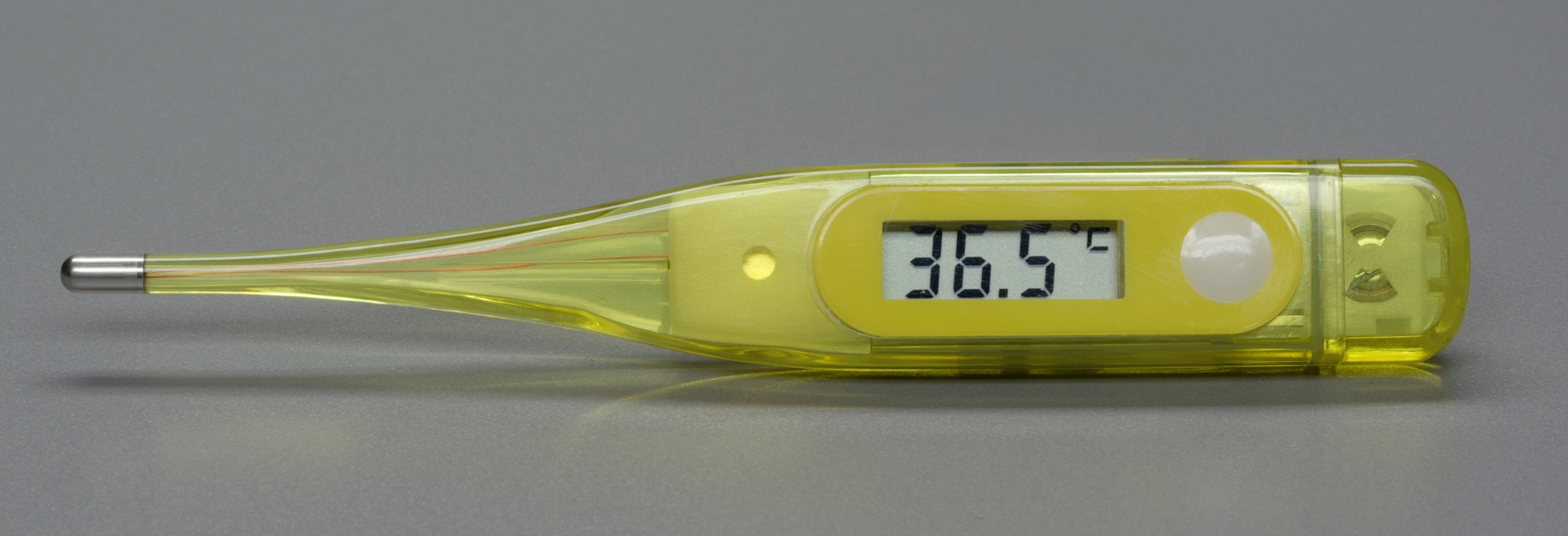
Nhiệt kế điện tử dùng trong y khoa

- Nhiệt kế bán dẫn: Dùng cảm biến nhiệt là một linh kiện bán dẫn nhóm Diode Zener (ví dụ Precision Temperature Sensor LM335[12] có hệ số 10 mV/°K, biến đổi tín hiệu tương tự sang số (ADC) và hiện số liệu. Nó có mặt trong các máy đo nhanh của y tế[13] Trong đo nhiệt độ môi trường đất, nước, không khí,... cũng đang dùng cảm biến nhiệt bán dẫn với vỏ thích hợp để dẫn nhiệt nhanh. Dải nhiệt độ làm việc do mạch điện tử xác định, tức là cao nhất vào cỡ 80 đến 120 °C. Nhiệt kế hiện số.

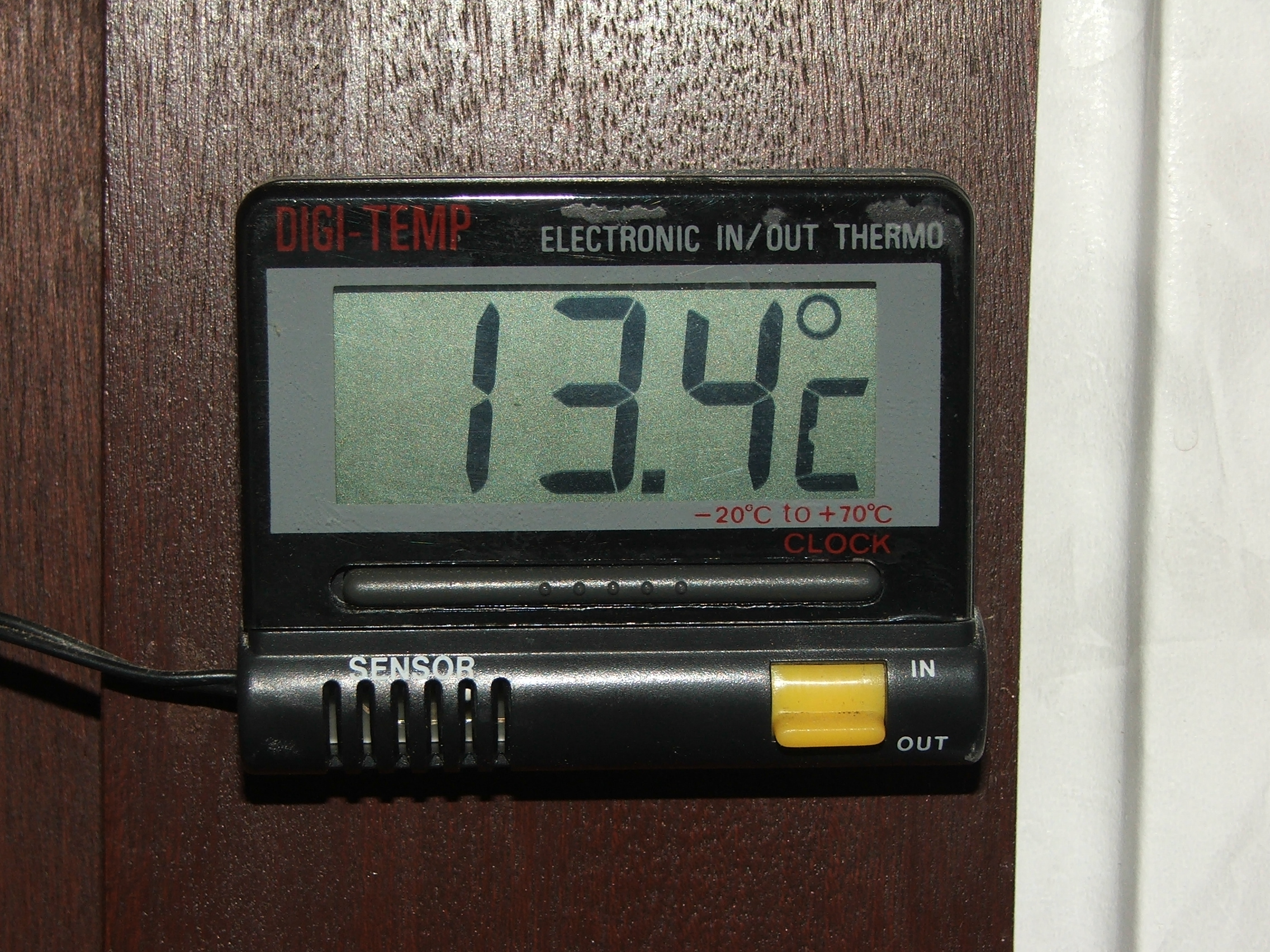
Nhiệt kế hiện số.

- Nhiệt kế hồng ngoại: Đây là dòng nhiệt kế điện tử hoạt động dựa trên hiệu ứng bức xạ nhiệt dưới dạng hồng ngoại của các vật nóng.

## Nhiệt kế chuyên dụng
- Nhiệt kế đảo: đo nhiệt độ nước biển ở các tầng có độ sâu khác nhau. Nhiệt kế đảo có cấu tạo đặc biệt, thắt hẹp ở gần bầu thủy ngân. Đặt nhiệt kế này ở độ sâu cần đo, cột thủy ngân sẽ ngắt khỏi bầu, khi kéo nhiệt kế đảo lên thành tàu, nhiệt kế chỉ nhiệt độ đã đo được ở độ sâu đó.
- Nhiệt kế độ sâu, còn được gọi là nhiệt kế sâu hay nhiệt ký đo sâu, đo phân bố nhiệt độ theo độ sâu, ứng dụng trong hải dương học. Nhiệt kế độ sâu sử dụng bộ cảm biến bằng thủy ngân hoặc dầu xylene.
- Nhiệt kế tiếp điểm: dụng cụ đo và khống chế nhiệt độ tự động theo nguyên lý đóng mở mạch khi chất lỏng trong dụng cụ tiếp xúc hoặc không tiếp xúc với tiếp điểm của mạch điều khiển. Nhiệt kế tiếp điểm thường sử dụng cho các lò và tủ sấy với nhiệt độ thấp hơn 500 °C.
- Cao kế điểm sôi: Nhiệt kế chuyên để đo các nhiệt độ cao như điểm sôi của các chất lỏng
- Nhiệt biểu thường hay còn gọi là nhiệt ký thường, là một dụng cụ khí tượng thủy văn dùng để đo nhiệt độ tại thời điểm quan trắc. Nó thuộc loại nhiệt biểu chất lỏng. Khi nhiệt độ môi trường thay đổi thể tích chất lỏng trong bầu cảm ứng cũng thay đổi, đẩy chất lỏng dâng lên hoặc hạ xuống trong ống vi quản. Căn cứ vào mực trên của cột chất lỏng trong ống vi quản ta có thể xác định được nhiệt độ tại tới điểm đó nhờ thang chia độ.
  - Vỏ bảo vệ: Làm bằng thủy tinh
  - Bầu cảm ứng: Là bộ phận cảm ứng với nhiệt độ của môi trường, có chứa chất lỏng là rượu hoặc thủy ngân (còn gọi là chất cảm ứng).
  - Ống vi quản: Bộ phận thể hiện sự thay đổi của chất cảm ứng. Ống vi quản là ống thủy tinh rỗng, một đầu bịt kín, đầu kia hở thông với bầu cảm ứng.
  - Thang chia độ: Chia thành các vạch, để đánh dấu mức độ thay đổi của chất cảm ứng, thường chia theo hệ bách phân, vạch cao nhất là nhiệt độ khi nước nguyên chất bắt đâu sôi, vạch thấp nhất là nhiệt độ khi nước nguyên chất bắt đầu đóng băng.